# José Arturo Cepeda Escobedo

Wappen von Jose Arturo Cepeda Escobedo

José Arturo Cepeda Escobedo (* 15. Mai 1969 in San Luis Potosí) ist ein mexikanischer Geistlicher und Weihbischof in Detroit.

## Leben
Der Erzbischof von San Antonio, Patrick Fernández Flores, weihte ihn am 1. Juni 1996 zum Priester. Papst Benedikt XVI. ernannte ihn am 18. April 2011 zum Weihbischof in Detroit und Titularbischof von Tagase.
Der Erzbischof von Detroit und Apostolischer Superior der Kaimaninseln, Allen Henry Vigneron, weihte ihn sowie die mit ihm ernannten Weihbischöfe Michael Jude Byrnes und Donald Francis Hanchon am 5. Mai desselben Jahres zum Bischof; Mitkonsekratoren waren John Clayton Nienstedt, Erzbischof von Saint Paul and Minneapolis, und John Michael Quinn, Bischof von Winona. 